# アサルト
アサルト（ASSAULT）
- 突撃、攻撃、暴行などの意味の英単語。
- assault - アダルトゲームで活動しているシナリオライター。
- アサルト - アーケードゲームのタイトル。本項にて説明する。
- エースアサルト - 角川書店のコミック誌。『月刊少年エース』の増刊号。
- アソールト - アメリカ合衆国の競走馬。

『アサルト』 (ASSAULT) は、1988年4月にナムコから稼働されたアーケード用多方向スクロールシューティングゲーム。ナムコのシステム基板「SYSTEM II」の第1弾作品。北米ではアタリから稼働された。
自機の戦車を操作し、地球人による侵略から惑星を守ることを目的としている。同年にゲームの難易度を2タイプから選択できるようになったマイナーチェンジ版として『アサルトプラス』 (ASSAULT PLUS) も発表された。
後にPlayStation用ソフト『ナムコミュージアム VOL.4』（1996年）に『アサルト』、『アサルトプラス』が共に収録されたほか、2009年はWii用ソフトとしてバーチャルコンソールアーケードにて配信。また、2022年にアーケードアーカイブスの1作品として『アサルト』のPlayStation 4版とNintendo Switch版が配信され、2025年には『アサルトプラス』が配信された。
アーケード版はゲーム誌『ゲーメスト』の企画「第2回ゲーメスト大賞」（1988年度）にて、ベストシューティング賞8位、ベストエンディング賞8位を獲得した。

## 概要
先端にボタンの付いた2本のレバーで自機の戦車を操作する、トップビュー（見下ろし）任意スクロールシューティングゲームである。マップ中に配置された大型砲台をすべて破壊するとステージクリアとなる。
レバーを2本用いた無限軌道（キャタピラ）車両の操作を画面回転を使って表現したため、比較的判りやすい仕様である。
メカデザインは大河原邦男、音楽は細江慎治と野口和雄が担当している。

## ゲーム内容

### システム
ナムコのマザーボード「SYSTEM II」基板を使用したゲームの第一弾。このゲーム基板の持つ回転・拡大縮小機能をうまく活かし、「自機では無くフィールドを回転させる」という方法で、同基板の性能をアピールするとともに判りやすい操作性を実現した。
2本の4方向ジョイスティックで自機の移動を行う。左右のジョイスティックの前後動はラジコンの戦車などと同様、左右のキャタピラの動きに対応している。2本とも前方に倒すと前進、2本とも手前に倒すと後退。右スティックを前方に倒し、左スティックを中央のままにすると左方向に旋回しながら前進する。左右のレバーを前後逆に入れることで素早く超信地旋回することも可能で、重要なテクニックとなる。自機の画面上での位置や向きは固定で、移動の操作をすると、表示上は自機以外の敵・背景などが回転・移動する。
レバーを2本とも左右同じ方向に倒すと自機が真横へ転がる「ロールオーバー」を行う。左右に押し広げると機首を持ち上げる「ウィリー」を行い、その間にショットを押すとグレネード弾を発射、障害物を無視し照準周囲の広い範囲を攻撃することが可能。グレネード弾の照準位置はウィリーの高さによって変動し、これにより空中の敵を倒すことが可能。なお、ウィリーはその間移動・回転ができず近距離攻撃がしにくくなるため、敵の攻撃に晒されやすい。
また、マップ中に「エレベーター」（リフトゾーン）と呼ばれる自機をジャンプ（リフトジャンプ）できる場所が存在する。自機をジャンプさせると、地形が遠くなるために画面が縮小して表示される。この際には使用武器がグレネードに固定され、より遠方の敵を攻撃可能。ただしエレベーターには使用回数制限がある。うまく使えば大量の敵を倒せるが、同時に広範囲の敵に認知される。更に着地時はほぼ無防備なため、無計画にジャンプを乱発するとかえって自機を危険に晒すことになる。
主なターゲットとは逆方向に自機が向いているとコンパスが表示される。ただし、障害物などは考慮されないため、コンパスの表示に従っていればクリアできるとは限らない。
プレイヤーは敵大型砲台を目指して現れる敵戦車を破壊しつつ進んでいく。ステージ中では常に時間制限があり、敵の弾に当たってミスになるだけでなく、タイムが00になってもミスで自機を1機失う。タイムはステージ開始時には表示されないが、タイムオーバー99秒前になると画面中央上にそれが表示されカウントダウンが始まる。時間内にすべての敵大型砲台を破壊すれば1ステージクリアとなり、残りタイム1秒につき50点がタイムボーナスとして得点加算される。当初のバージョンには、タイムが00になると同時にクリアするとタイムボーナスがフルに加算されるバグがあり、後期のバージョンや『アサルトプラス』では修正されている。
『アサルト』は全11ステージ、『アサルトプラス』は『イージーアサルト』と『スーパーアサルト』の2バージョンが収録され、それぞれは全5ステージ・全10ステージクリアでエンディングとなる。『アサルトプラス』のみ、全面クリア時に残機ボーナスとして1機につき20万点が加算される。
同社の『グロブダー』（1984年12月発売）と同様、敵を破壊すると残骸が残り、この上での自機や敵の機動性能は低下する。

## ストーリー
人口膨張によって飽和状態に達したアジア諸国は、共同して宇宙への移民を計画した。居住に適する惑星を、調査するための宇宙船1号機は、3000人の搭乗キャパシティを持つ仕様で建造され、旅立って行った。乗組員の構成は、約2000人が軍人で、残りは、他のアジアの科学者・技術者である。
ついに地球型の環境を持つ1つの星が発見された。しかし実に異様な惑星だった。既存の物理学で、これを説明することはできない。
強い生命反応があったため、降下機動部隊によって最初の一歩はしるされた。 原住民のような人間型原住民による、ほとんどの抵抗とも言えない戦闘の後、占領は完了した。
占領の後、惑星の調査をすると、意外にもその原住民は、高度な文明を長く維持していたらしいことが判明した。地球の文明との相違は、軍隊というものがない、というより戦いを経験したことが無いらしいこと、そのため簡単に地球人の侵入を許してしまったと結論された。
原住民の反撃を恐れた地球人たちはもともと軍人が多かったこともあって、第2次以降の移民団の安全を確保する必要もあり、強力な軍事国家を作った。浮遊大陸上の要所要所に要塞基地を配備し、つねに万全と思われる警戒を、怠りない。
ここから、プレイヤーは、原住民のファイターとなって、戦いが始まる。

## 敵キャラクター
敵戦車には軽戦車と重戦車がある。

### 軽戦車
1型戦車
オレンジがかった色をしている軽戦車。
自機を見つけると、破壊可能弾を撃ってくる。100点。
1型戦車改
1型戦車を改良したもので、耐久力が4倍に上昇、外観も多少変わっている。100点。
2型戦車
青い装甲と二門の主砲を備えた戦車。あらゆる任務に耐えるよう汎用性を重視して設計された、前世代の主力戦車。
3体の集団で動き、自機を見つけると反転して破壊可能弾を2発セットで撃ってくる。後半は破壊不能な弾を撃つタイプも登場する。200点。
3型戦車
黒い装甲の快速戦車。汎用性を重視するあまり余分な物を詰め込み過ぎた2型戦車のアンチテーゼとして一撃必殺と機動性のみを重視して造られたが、製造コストが高く大量生産はされなかった。
不規則な移動をし、一定の周期で破壊不能弾を撃ってくる。1発で倒せないときもある。300点。
4型水中戦車
ニ連結戦車。水中など特定の地形を守備する為に実験的要素を多分に含まれて作られた車両で、耐水性のドーム型の前部に武器を搭載し、駆動系を後部(主に2型を流用)に一任している。それぞれ独立したエンジンを持ち、どちらかが破壊されてももう一方の活動に支障はない。
水中におり、見つけると浮上して破壊不能弾を撃ってくる。戦車の上に球状の頭部のようなものがついており、この頭部はかなり耐久力が高いが、通常弾で先に破壊するとボーナス点が入る。グレネード弾で倒すと戦車は破壊されるが、残った頭部が空中に逃走し機雷をバラまき攻撃する。500点。
101型スカウトカー
黄色い装甲を持った市街地戦用の小型装甲車。
道路上を列をなして動き、一定の周期で高速な破壊可能弾を撃ってくる。道に入らなければそう怖くはないが、放っておくと他の戦車や行き止まりで団子状態となり、道以外の場所にも弾を撃って来る。500点。
501型四つ足
接近戦車用跳躍車。
空中から突然現れ、ミサイルを撃ち再び浮上、を繰り返す。侵入不可能な地形に降りようとすると自爆する。200点。

### 重戦車
後半ステージでは殆どの重戦車の耐久力が上昇している。
5型司令戦車
重ミサイル搭載戦車。
見つけると停止し、ミサイルを4発撃ってくる。このミサイルは自機を追尾してくる。大型の中では最も耐久力が低い。800点。
6型戦車
重駆逐戦車。
見つけると大型の破壊不能弾を縦に連射してくる。ただし、狙っているわけではない。1500点。
7型A戦車
重主力戦車。
2発のミサイルと破壊可能弾を交互に撃ってくる。画面外から撃ってくることもある。2500点。
7型B戦車
見つけると扇状に破壊可能な弾をばらまいてくる。後半は破壊不能な弾をばらまくタイプも登場する。2500点。

### その他
固定砲台
ステージごとに設置されており、これをすべて破壊するとステージクリアとなる。自機目掛けて破壊可能な弾と破壊不能な大型の弾を各3発ずつ、同時に撃ち出す。射程はかなりの長さで、画面外からでも撃って来る。
3種類存在し、それぞれで耐久力、弾を撃つ間隔が違う。
ジェネレータ
上空を一定の軌道で動いている要塞。グレネード弾でないと倒せない。赤と黒の2色があり、前者は8発、黒は20発で倒せるが、グレネード弾の衝撃波の中央をジェネレータの中央に重なるように撃つと一発で破壊できる。砲台ではないので倒さなくてもステージクリアはできる。5000点。
敵の中で唯一、回転拡大縮小できない画面に描画されているため、自機が旋回してもエレベーターに乗っても、表示の向きや大きさが変わらない。
トーチカ
小型の砲台。自らを中心に上下左右に弾を連射するが、ナナメには撃てず、移動も出来ない。
UFO魚雷
地中トラップ。自機が近づくと姿を現し、自機目掛けて魚雷を山なりに発射する。複数固まっていることが多く、面が進むと魚雷からレーザーをランダムにばら撒いてくる。出現地点にグレネードを撃ち込んで近づけば、魚雷を破壊可能。800点。
駐車場の車
ボーナスキャラクター。6体が円状に固まっており、攻撃もしてこない。1000点。

## 移植版
| タイトル                                      | 発売日                                | 対応機種                                                 | 開発元                | 発売元     | メディア                                        | 型式                             | 備考                   |
| --------------------------------------------- | ------------------------------------- | -------------------------------------------------------- | --------------------- | ---------- | ----------------------------------------------- | -------------------------------- | ---------------------- |
| ナムコミュージアム VOL.4                      | 1996年11月8日 1997年6月30日 1997年8月 | PlayStation                                              | ナムコ                | ナムコ     | CD-ROM                                          | SLPS-00540 SLUS-00416 SCES-00701 | アサルトプラスも収録。 |
| ナムコミュージアム VOL.4 PlayStation the Best | 1999年10月28日                        | PlayStation                                              | ナムコ                | ナムコ     | CD-ROM                                          | SLPS-91161                       | 廉価版                 |
| アサルト                                      | 2009年6月9日                          | Wii                                                      | バンナム (移植担当)   | バンナム   | ダウンロード （バーチャルコンソールアーケード） | -                                | -                      |
| ナムコミュージアム VOL.4                      | 2013年12月11日                        | PlayStation 3 PlayStation Portable (PlayStation Network) | ナムコ (移植元)       | バンナム   | ダウンロード （ゲームアーカイブス）             | -                                | -                      |
| アサルト                                      | 2022年9月29日                         | PlayStation 4 Nintendo Switch                            | ハムスター (移植担当) | ハムスター | ダウンロード （アーケードアーカイブス）         | -                                | 前期版、後期版を収録   |
| アサルトプラス                                | 2025年4月3日                          | PlayStation 4 Nintendo Switch                            | ハムスター (移植担当) | ハムスター | ダウンロード （アーケードアーカイブス）         | -                                | -                      |

アーケードアーカイブス版
「こだわり設定」により、コントローラーパッドおよびアーケードコントローラーを別途用意した複数のスティック操作に対応させる設定が可能になる。

## スタッフ
- ゲーム・デザイン、ゲーム・ストーリー：たけしまひろゆき
- ゲーム・プログラム：NYAN-NYAN、WAN-WAN
- チーフ・ビジュアル・デザイナー：阿部信彦
- ビジュアル・クリエイティング・クルー：菊地秀行、すぎやまよしひろ、安斎じゅんこ
- 音楽、効果音：細江慎治、野口和雄
- マスター・デバッガー：おかだたかお
- コントロール・パネル・デザイン：大杉章、小林弘幸
- プロダクション・マネージメント：横山茂、夏井敏夫、さいとうくにお
- プロデューサー：澤野和則、浅田安彦
- エグゼクティブ・プロデューサー：中村雅哉
- スペシャル・サンクス：岩谷徹、さとうえいいちろう
- メカデザイン：大河原邦男

## 評価
ゲーム誌『ゲーメスト』誌上で行われていた「第2回ゲーメスト大賞」（1988年度）において、読者投票によりベストシューティング賞で8位、ベストエンディング賞で8位、年間ヒットゲームで11位を獲得した。